# Bernhard Klemm
Bernhard Klemm (* 15. Juli 1916 in Dresden; † 16. April 1995 ebenda; vollständiger Name Bernhard Erich Kurt Klemm) war ein deutscher Architekt, Denkmalpfleger und Hochschullehrer.

## Leben

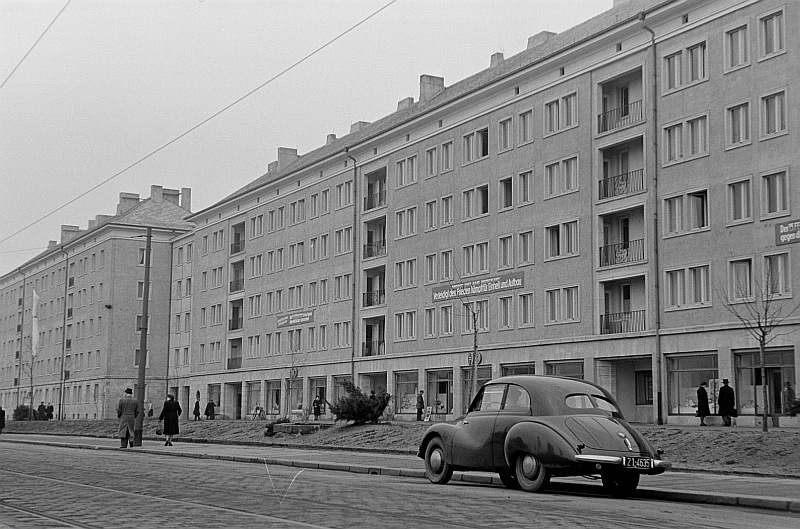
Neubauten auf der Grunaer Straße

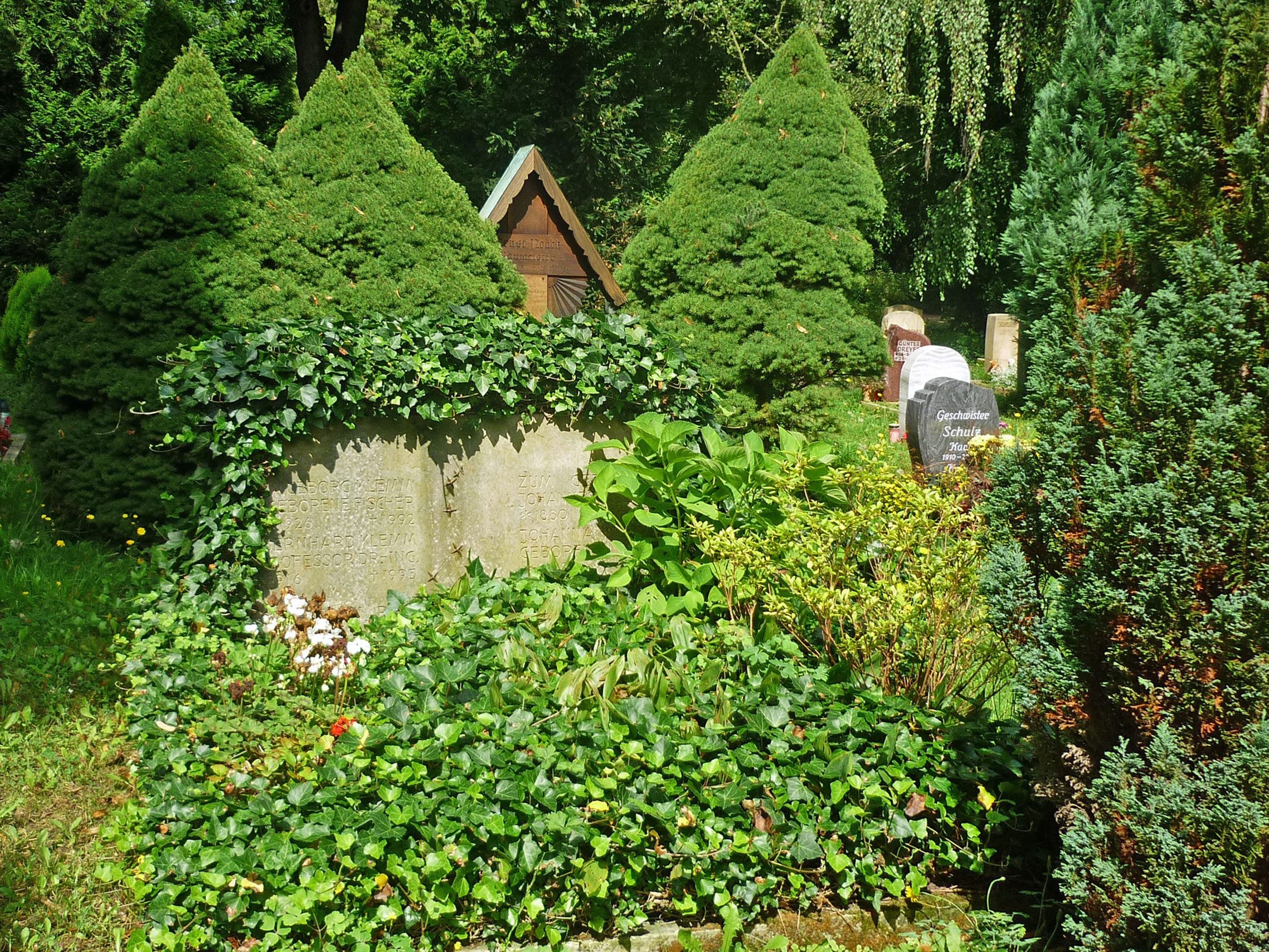
Grab von Bernhard Klemm in Dresden

Klemm besuchte bis 1935 die Dreikönigschule in Dresden und studierte von 1935 bis 1940 Architektur an der Technischen Hochschule Stuttgart, wo er seit 1935 der Burschenschaft Arminia Stuttgart angehörte, und an der Technischen Hochschule Dresden. Zu seinen Lehrern zählten Paul Schmitthenner und Paul Bonatz. Anschließend war er ein Jahr im Architekturbüro von Hans Freese in Dresden tätig. Dort war er 1941 mit dem Entwurf für das Turmhaus an der Nord-Süd-Achse in Berlin beschäftigt. 1942 legte er erfolgreich die Prüfung für den Höheren Staatsdienst als Regierungsbaumeister (Assessor) ab. Ab 1943 leitete er ein Jahr lang das Architekturbüro von Adolf Muesmann in Dresden. Anschließend war er ab 1944 ein Jahr lang Chefarchitekt und Oberbauleiter bei Schilling & Graebner in Dresden. Er ersetzte dort den bisherigen Chefarchitekten Johannes Rascher, der ins Reichsheimstättenamt gewechselt war, um dort an Planungen der DAF für den Wiederaufbau mitzuwirken.
Klemm kehrte bereits 1945 nach Dresden zurück und wurde hier Architekt und Bauleiter im Architekturbüro von Ragnar Hedlund. Ab 1949 arbeitete Klemm als wissenschaftlicher Mitarbeiter an der Technischen Hochschule Dresden und war von 1949 bis 1950 zudem Leiter der Bauabteilung „Hotel und Gaststättenbetriebe“. Im Jahr 1951 wurde Klemm als Nachfolger von Emil Leibold Chefarchitekt des VEB Projektierung Sachsen. Als Leiter der Entwurfsabteilung arbeitete er unter anderem Wiederaufbaupläne für die Stadt Dresden aus. Zu seinen zentralen Bauten zählen die Entwürfe für den Wiederaufbau der Grunaer Straße, Ecke Blochmannstraße, die bis 1952 umgesetzt und anschließend von offizieller Seite als „noch im Formalismus verwurzelt“ kritisiert wurden.
Im Jahr 1951 wurde Klemm Assistent und ab 1952 Oberassistent am von Heinrich Rettig geleiteten Lehrstuhl für Gebäudelehre und Entwerfen von Hochbauten der Technischen Hochschule Dresden. Im Jahr 1952 übernahm Klemm einen Lehrauftrag für Werklehre an der Technischen Hochschule Dresden, 1954 den für Gebäudelehre und Entwerfen sowie 1956 den Lehrauftrag für Baukonstruktionslehre. Er wurde im folgenden Jahr Dozent für Werklehre und promovierte 1962 mit seiner Dissertation Die Sanierung des Görlitzer Peterskirchviertels. In den 1950er- und 1960er-Jahren engagierte sich Klemm intensiv in der Bestandsaufnahme und Sicherung von Altstadtkernen unter anderem in Görlitz, Pirna und Meißen. Aus dem Jahr 1961 stammt zudem ein Sanierungskonzept für die Innere Neustadt in Dresden.
Ab 1969 lehrte Klemm als Dozent für Erhaltung und Rekonstruktion von Hochbauten an der Technischen Universität Dresden und wurde so Begründer des Postgraduierten-Studiums für Denkmalpflege an der Universität. Er war von 1976 bis 1981 außerordentlicher Professor für Gebäudelehre und Entwerfen an der Sektion Architektur der Technischen Universität Dresden. Zu seinen Schülern gehörte unter anderem Jürgen Schieferdecker. Der erklärte Denkmalschutzexperte Klemm war Mitglied des Burgen-Ausschusses der Europäischen Wirtschaftskommission der UNO. Die Stadt Hamburg verlieh ihm 1983 den Fritz-Schumacher-Preis. Seit 1981 emeritiert, verstarb Klemm 1995 in Dresden und wurde auf dem Äußeren Plauenschen Friedhof beigesetzt.
Klemms Nachlass befindet sich beim Landesamt für Denkmalpflege Sachsen und im Universitätsarchiv der Technischen Universität Dresden.

## Bauten

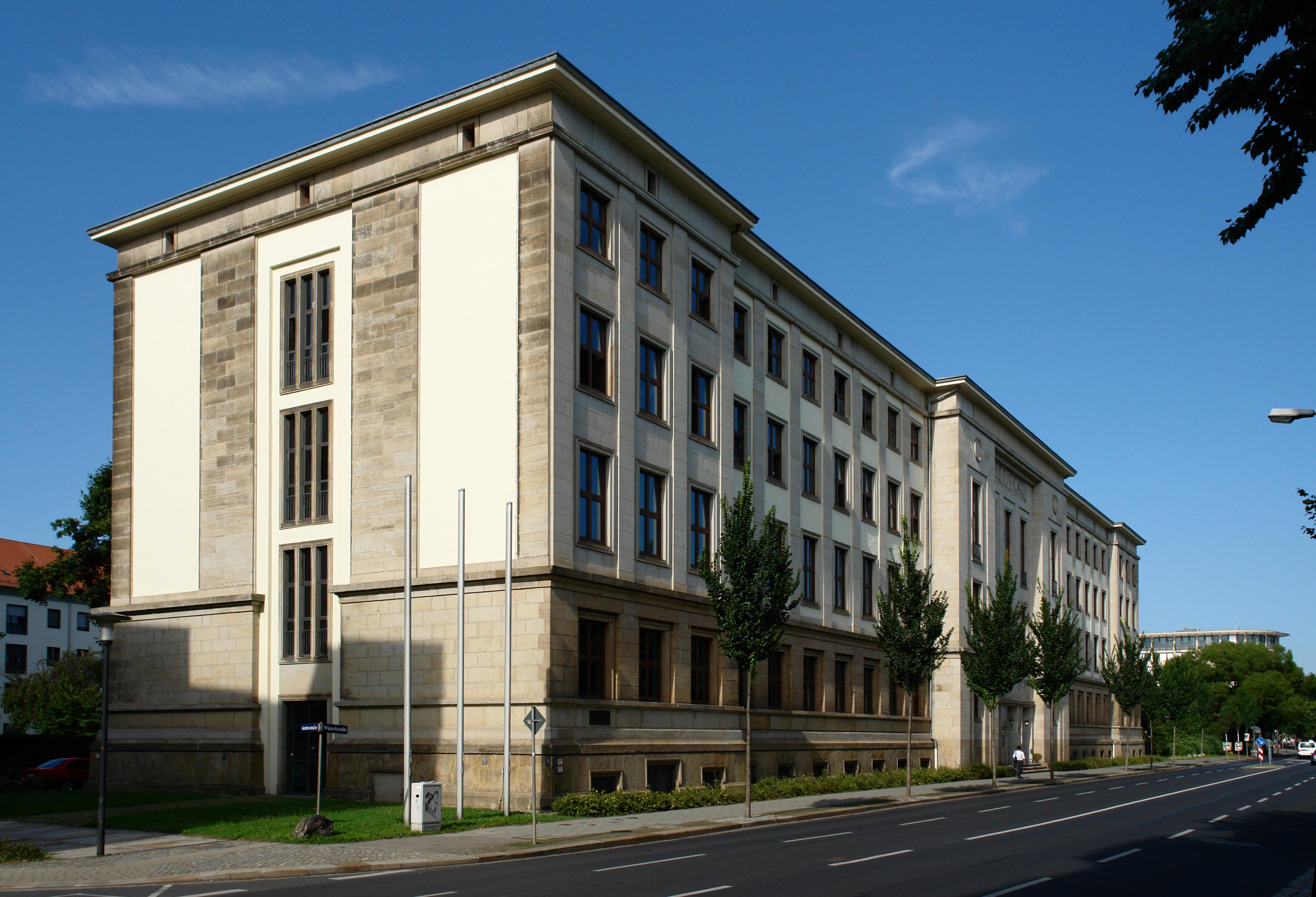
Ehemalige Pädagogische Hochschule „Karl Friedrich Wilhelm Wander“ Dresden

- 1951–1952: Wohnbebauung Grunaer Straße 7–43 in Dresden[6]
- 1958: Rekonstruktion (Baulückenschließung) des Hauses Peterstraße 11/12 in Görlitz[7]
- 1963–1965: Neuaufbau der 1945 zerstörten Dreikönigschule in Dresden als Institutsgebäude der Pädagogischen Hochschule „Karl Friedrich Wilhelm Wander“ (seit 1994 Gebäude des Sächsischen Staatsministeriums für Wissenschaft und Kunst), mit Joachim Poppe[8]
- 1968–1974: Sanierungsplan für das Wohngebiet Förstereistraße, Timäussstraße, Alaunstraße in der Äußeren Neustadt Dresdens, mit Karl-Heinz Hertzschuch[9]